# ルドルフ4世 (オーストリア公)

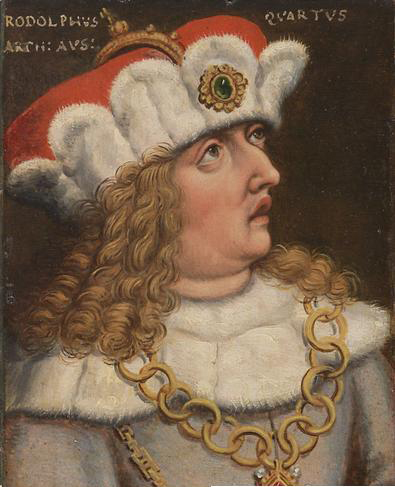
ルドルフ4世

ルドルフ4世（Rudolf IV., 1339年11月1日 - 1365年7月27日）は、14世紀のハプスブルク家の当主、オーストリア公（在位：1358年 - 1365年）。オーストリア公アルブレヒト2世（賢公）とその妻ヨハンナ・フォン・プフィルトの間の長男。偽造文書の駆使や型破りな行動で知られ、「大公」（Erzherzog）の称号もルドルフ4世の詐称に始まった。「建設公」（der Stifter）と呼ばれる。

## 生涯

### 急進的政策
1358年に父アルブレヒト賢公が没すると、弟たちはまだ幼かったため、唯一成人していた（当時20歳）ルドルフ4世が単独統治者となった。ルドルフ4世は近代的な政策を多々含めた改革を、性急かつ強権的に進めた。民衆からの反動が爆発しなかったのは、ルドルフ4世が早世し、次の代でほとんど元に戻されたからである。
ルドルフ4世は父の旧臣をことごとく退け、新しく用いた家臣には徹底的な服従を要求した。1360年8月8日、ルドルフ4世は統治の要諦を自ら公文書で発表した。「公爵領のあらゆる名声と権力は、挙げて領民たちの揺るぎない幸福にかかっている」と。また、「君主は領民たちの暗闇を明るく照らし出す神に選ばれし光であり、この光は過誤と混乱を根絶し、領民に公正の道を指し示す」と言い切っている。ルドルフ4世は、まず都市に目を向けた。
当時、都市は貴族や高位聖職者に握られていて、彼らの何代にも及ぶ圧力に耐え切れず廃業する商工業者が跡を絶たなかった。ルドルフ4世は1360年夏、オーストリア内のすべての土地の地主に対して、領主権の放棄と買主の求めに応じた土地の売却を命じ、1ヶ月のうちにこれに従わない地主は土地へのあらゆる権利を失うとした。さらに、その土地の名義変更は直接ルドルフ4世本人あるいはルドルフ4世の全権委任者の前で行うとし、建築促進のために全ての新築物件は向こう3年間は無税とする条例を発した。地主階級はこれには猛烈に抵抗し、条例は修正を余儀なくされたが、彼らはルドルフ4世の強権ぶりに恐怖した。
次は、オーストリア公の特権である貨幣改鋳権の放棄と、その代償としての消費税の導入であった。オーストリアでは毎年6月24日に市中に出回っている貨幣の改鋳が行われた。オーストリア公国の政府は常に、それまでより金銀の含有量の少ない新貨幣を発行するが、旧貨幣の所有者は新貨幣と等価交換をしなければならなかった。これに対しルドルフ4世は1361年春、貨幣改鋳権の放棄をする用意があると宣言し、代わって全ての料理店、食堂、酒屋、宿屋で売られるアルコール飲料に1割の消費税を課すこととした。これは、貨幣価値の毎年の下落を快く思わない庶民にとっても歓迎されるべきものだった。
1361年夏には、ウィーン市の全てのツンフト（同業組合）に適用されるツンフト禁止条例を発した。新参を許された商工業者は、ウィーンでの開業の日から3年間、市民税と財産税が無税となる画期的なもので、織田信長の「楽市・楽座｣と同じ発想のものであった。
父の治世の1349年にペストの流行があり、生き残った人々は恐怖から神への帰依をいっそう深いものにし、財産を教会に寄付したりしていた。また、1361年にはウィーンで大火事が頻発した。その上に凶作が相次ぎ、ワイン収穫量は激減して市の経済を直撃した。この危機にルドルフ4世は、賢公が1340年に発した、聖職者への財産寄贈を規制した条例を拡大し、一般市民同様税金を払うべし、という条例も発した。この条例は、ウィーン市以外の都市にも広まっていった。さらに、政府管轄外の教会の裁判権の規制も行う。教会裁判権の規制、剥奪は、教会組織を「国家」に組み込むことを目指した、きわめて近代的な政策であった。これに対する教皇庁の介入阻止のための根回しも怠らず、ルドルフ4世は弟アルブレヒト3世や甥エルンスト鉄公のように教皇に破門されることを免れた。高位聖職者が再び免税特権を手にするのは、4年後のルドルフ4世の死の後であった。
時代精神に反するこれらの政策は、ルドルフ4世の死後元に戻ったり骨抜きにされた。しかし、土地吐き出しの政策、ツンフト禁止令、貨幣改鋳権放棄と消費税導入、高位聖職者と貴族の免税特権廃止、教会の裁判権規制の発想は残った。そのため後世、ハプスブルク家は他の王侯に先駆けて教会組織を王朝組織に組み入れることができた。また、ルドルフ4世の急死で無用の混乱が起こらずにすみ、改革の発想がソフトランディングする道を残した。

### チロル奪取
アルブレヒト賢公の時代、チロルはマインハルト伯爵家の領土であった。ルドルフ1世の戦友マインハルト2世に、男系が絶えたら返還するという条件で封土されたものだった。第3代チロル伯であるケルンテン公ハインリヒ6世は男子を残さず他界し、「マウルタッシュ」（醜女）ことマルガレーテが唯一の相続人となった。このマルガレーテと最初に結婚したのはルクセンブルク家のモラヴィア辺境伯ヨハン・ハインリヒだったが、勢力拡大を狙うヴィッテルスバッハ家の神聖ローマ皇帝ルートヴィヒ4世が夫婦の不仲を衝いてチロルの貴族を扇動し、ヨハン・ハインリヒを追放させた。
次にルートヴィヒ4世の長男、ブランデンブルク辺境伯ルートヴィヒ2世（後に上バイエルン公ルートヴィヒ5世となる）が婿におさまったが、これに教皇クレメンス6世が介入し、結婚の無効を宣言した。更に、教皇にかまわず式を挙行したルートヴィヒ4世は破門され、ヨハン・ハインリヒの兄であるカール4世が対立王となった。1344年、ルートヴィヒ2世とマルガレーテの間にはマインハルト3世が生まれたが、アルブレヒト賢公は教皇に破門を取り消させる代わりに娘（ルドルフの妹）をマインハルト3世に嫁がせた。なお、ルートヴィヒ4世は1347年に死亡している。
1361年にルートヴィヒ5世が、1363年1月13日にマインハルト3世が死去した。ウィーンで知らせを聞いたルドルフ4世は、雪の中チロルに急行し、チロルを譲渡する証書にマルガレーテの署名を受け取った。そして証書の日付を強引に改竄し、チロルの反対派貴族の持つ証書の無効を主張して、チロルをハプスブルク家領にした。マインハルト3世の叔父、下バイエルン公シュテファン2世が相続権を主張して送り出した軍勢も、チロルから徴収した軍資金で軍勢を揃えて撃退した。さらにカール4世が裁定に乗り出し、婿であるルドルフ4世のチロル獲得が承認された。ただし、シュテファン2世はルドルフ4世の死後も抗争を継続し、上バイエルンと賠償金を獲得して最終的にハプスブルク家と和睦するのは1369年のことである。

### 「大公」の詐称
このときまでハプスブルク家はルドルフ1世、アルブレヒト1世、フリードリヒ3世の3人のローマ王を輩出したヨーロッパで最高の名家となっていたが、ルドルフ4世はカール4世の娘カタリーナを妃としながらも、金印勅書が定める7人の選帝侯には含まれていなかった。しかし父・賢公の死の翌年1359年、ルドルフ4世は家臣に対し「我はオーストリア公、シュタイアーマルク公、ケルンテン公、クライン公、並びに帝国狩猟長官、シュヴァーベン公、アルザス公、かつまたプファルツ大公である」と宣言した。
後ろの4つは明らかに官名詐称であった。しかも「大公」（Erzherzog）という称号はそれまで存在すらしなかった。司教（Bischof）の上に大司教（Erzbischof）があるように、多くの公（Herzog）を兼ねるハプスブルク家の当主こそ「大公」を名乗るべきである、というのがルドルフ4世の主張だった。加えて、ハプスブルク家は7選帝侯を上回る特権、自領内で爵位を授け、封土を与える権利を有している、とも主張した。さらに、公爵が通常かぶる公爵帽に代えて大公冠を作った。
カール4世がこれに対して証拠を提出するように言い渡すと、ルドルフ4世は5通の特許状と2通の手紙を提出したが、全て偽造だった。しかも、特許状はよくできた偽書だったが、手紙の差出人はそれぞれ古代ローマのユリウス・カエサルおよび皇帝ネロとなっていた。カール4世に調査を依頼されたフランチェスコ・ペトラルカは、鑑定結果を知らせる手紙に「この御仁はとんでもない大うつけです」と書いている。
罰を下そうにもルドルフ4世に服するつもりがないのは明白だったが、ルドルフ4世はドイツ内外の様々な王侯と同盟を結んでおり、武力討伐も容易ではなかった。カール4世は決定的な対決を避けて寛容政策で臨み、ハプスブルク家の与党ヴュルテンベルク伯エーバーハルト2世を討つにとどめた。結局、この時のルドルフ4世の詐称はうやむやにされたが、後にハプスブルク家出身の皇帝フリードリヒ3世の時代に、ルドルフ4世の偽造文書は「大特許状」として帝国法に組み込まれ、「大公」はハプスブルク家にだけ許される正式な称号となった。

### 建設公ルドルフ
「建設公」の異名の通り、ウィーンのシンボルであるシュテファン大聖堂、ウィーン大学など様々なものを建設した。その中でも「大公」位の「建設」は特筆すべきもので、「ハプスブルク神話」の礎ともなるのであった。
ルドルフ4世は1365年、26歳で他界した。「ルドルフが長生きしていたら、オーストリアを天まで昇らせたか、あるいは奈落の底までつき落としていただろう」と15世紀の年代記作者トーマス・エーベンハルトは『オーストリア年代記』に書いている。
カール4世の娘カタリーナとの間に子がなかったため、オーストリアはアルブレヒト3世とレオポルト3世の2人の弟が相続した。なお、カタリーナはルドルフ4世の死後、ブランデンブルク選帝侯オットー5世（ルートヴィヒ5世とシュテファン2世の弟）と再婚した。